# Акција инспектора Рукавине
„Акција инспектора Рукавине“ је југословенски филм из 1965. године. Режирао га је Јован Коњовић, а сценарио је писао Зоран Глушчевић.

## Улоге
| Глумац                 | Улога |
| ---------------------- | ----- |
| Драгомир Бојанић Гидра |       |
| Оливера Катарина       |       |
| Васа Пантелић          |       |
| Љуба Ковачевић         |       |
| Јован Антић            |       |